# 위쳐 (드라마)
《위쳐》(영어: The Witcher)는 넷플릭스에서 2019년 12월부터 방영된 미국의 판타지 드라마이다. 안제이 삽코프스키의 동명 소설 시리즈를 원작으로 한다.
시즌 1은 2019년 12월 20일 공개되었다. 그보다 앞서 11월 14일 시즌 2 제작이 확정되었다.

## 출연진

### 주요 인물
- 헨리 카빌 - 리비아의 게롤트
- 프레이아 앨런 - 시리
- 애니아 찰로트라 - 벤거버그의 예니퍼
- 조디 메이 - 칼란타 여왕
- 비외르든 흘리뉘르 하랄손 - 아이스트 튀샤흐 왕
- 애덤 레비 - 모이스작
- 미안나 버링 - 티사이아 드 브리
- 미미 은디웨니 - 프린질라 비고
- 세리카 윌슨리드 - 사브리나 글레비시그
- 에마 애플턴 - 렌프리 공주

### 보조 인물
- 에이먼 패런
- 조이 베이티
- 라르스 미켈센
- 로이스 피에어슨
- 마치에이 무지아우
- 윌슨 라지우푸잘테
- 애나 섀퍼 - 트리스 메리골드
- 미아 매케나브루스
- 패키 리
- 루크 닐
- 매슈 닐
- 토비 밤테파
- 소니 서키스
- 로더릭 힐
- 잉에 베크만
- 샬럿 올리리
- 너태샤 컬잭
- 아미트 샤
- 톰 캔턴

## 에피소드 목록
모든 에피소드는 2019년 12월 20일 공개된다.
| 회차 | 제목                                                          | 감독                   | 각본                | 분량 |
| ---- | ------------------------------------------------------------- | ---------------------- | ------------------- | ---- |
| 1    | "끝과 시작" "The End's Beginning"                             | 알리크 사하로프        | 로런 슈밋 히스릭    | 61분 |
| 2    | "팔려 간 소녀" "Four Marks"                                   | 알리크 사하로프        | 제니 클라인         | 60분 |
| 3    | "배신의 달이 뜨면" "Betrayer Moon"                            | 알렉스 가르시아 로페스 | 보 데마요           | 67분 |
| 4    | "어느 연회에 관한 이야기" "Of Banquets, Bastards and Burials" | 알렉스 가르시아 로페스 | 데클런 더배라       | 62분 |
| 5    | "정령의 주인" "Bottled Appetites"                             | 샤를로트 브렌스트룀    | 스네하 코스         | 59분 |
| 6    | "희귀한 존재" "Rare Species"                                  | 샤를로트 브렌스트룀    | 헤일리 홀           | 59분 |
| 7    | "몰락이 오기 전에" "Before a Fall"                            | 알리크 사하로프        | 마이크 오스트로스키 | 47분 |
| 8    | "운명을 따라" "Much More"                                     | 마크 좁스트            | 로런 슈밋 히스릭    | 59분 |